# Lista de prémios e indicações recebidos por Rihanna
A lista dos prémios e indicações recebidos por Rihanna, cantora R&B de Barbados, consiste num total aproximado de 268 recebidos e 687 indicações. O seu álbum de estreia, Music of the Sun, e o seu single de estreia, "Pon de Replay", ganharam ambos dois prémios no "Barbados Music Awards" em 2006. O mesmo aconteceu em 2007, com seu segundo álbum, A Girl like Me e "Unfaithful", entre outros prémios singulares. Nos MTV Europe Music Awards, em 2006, a artista venceu a categoria "Best R&B Act" e em 2007 na categoria "Ultimate Urban". Ainda em 2007, ganha dois prémios nos MTV Video Music Awards com o single "Umbrella". Entre outros prémios, como três American Music Awards e dois World Music Awards. O seu terceiro álbum, Good Girl Gone Bad também ganhou prémios, entre eles nos "Juno Awards" na categoria "Internacional Album of the Year". Os seus prémios são classificados nas categorias dos géneros R&B, hip hop, rap, pop e rock.
Em 2009, foi nomeada para os Grammys, com nomeação em três categorias, embora não tenha vencido nenhuma, o mesmo não aconteceu com outras cerimónias, MTV Australia Awards e International Dance Music Awards, que venceu com os singles, "Disturbia" e Live Your Life". Dois anos depois do seu lançamento, o BT Vision considerou "Umbrella" como o "Vídeo Musical da Década". Em Novembro, a cantora foi condecorada "Mulher do Ano" de 2009, pela revista Glamour Magazine, foi atribuído pelo seu trabalho filantrópico e por experiências positivas com jovens mulheres na protecção contra a violência doméstica.
No início de 2010, a cantora venceu em conjunto com o seu mentor Jay-Z na categoria "Favorite Music Collaboration" nos People's Choice Awards com "Run This Town", em conjunto com T.I. foi duplamente nomeada em adição com "Live Your Life". Nos Barbados Music Awards venceu duas das quatro categorias a que foi nomeada, "Female Entertainer Of The Decade" e "Song of the Decade", com a música "Umbrella". Na décima primeira gala dos NRJ Music Awards, venceu a categoria de "Best International Artist", única a que foi nomeada. A 31 de Janeiro de 2010 venceu mais dois Grammys, em conjunto com Jay-Z e Kanye West. Na cerimónia dos Teen Choice Awards de 2010 arrecadou um prémio na categoria de Rap/Hip Hop Track, juntamente com Eminem.
Em 2011, recebeu sete prémios na cerimónia Barbados Music Awards, e ainda três das dezessete nomeações atribuídas nos Billboard Music Awards. Na 53.ª edição dos Grammy Awards foi atribuído à cantora o seu quarto prémio, com a canção "Only Girl (In the World)" na categoria Best Dance Recording.

## American Music Awards
Os American Music Awards são uma cerimónia anual de entrega de prémios, criada por Dick Clark em 1973. Rihanna venceu doze das categorias a que esteve nomeada entre 2007 e 2016.
| Ano  | Nomeação            | Categoria                         | Resultado |
| ---- | ------------------- | --------------------------------- | --------- |
| 2007 | Rihanna             | Favorite Soul/R&B Female Artist   | Venceu    |
| 2008 | Rihanna             | Favorite Pop/Rock Female Artist   | Venceu    |
| 2008 | Rihanna             | Favorite Soul/R&B Female Artist   | Venceu    |
| 2010 | Rihanna             | Favorite Soul/R&B Female Artist   | Venceu    |
| 2011 | Loud                | Favorite Pop/Rock Album           | Indicado  |
| 2011 | Loud                | Favorite Soul/R&B Album           | Venceu    |
| 2011 | Rihanna             | Favorite Soul/R&B Female Artist   | Indicado  |
| 2012 | Rihanna             | Artist of the Year                | Indicado  |
| 2012 | Rihanna             | Favorite Soul/R&B Female Artist   | Indicado  |
| 2012 | Rihanna             | Favorite Pop/Rock Female Artist   | Indicado  |
| 2012 | Talk That Talk      | Favorite Soul/R&B Album           | Venceu    |
| 2013 | Rihanna             | Icon Award                        | Venceu    |
| 2013 | Rihanna             | Artist of the Year                | Indicado  |
| 2013 | Rihanna             | Favorite Pop/Rock Female Artist   | Indicado  |
| 2013 | Rihanna             | Favorite Soul/R&B Female Artist   | Venceu    |
| 2013 | Unapologetic        | Favorite Soul/R&B Album           | Indicado  |
| 2015 | Rihanna             | Favorite Female Artist - Soul/R&B | Venceu    |
| 2015 | "FourFiveSeconds"   | Collaboration Of The Year         | Indicado  |
| 2016 | Rihanna             | Artist Of The Year                | Indicado  |
| 2016 | Rihanna             | Favorite Female Artist - Pop/Rock | Indicado  |
| 2016 | Rihanna             | Favorite Female Artist - Soul/R&B | Venceu    |
| 2016 | "Work" (with Drake) | Collaboration Of The Year         | Indicado  |
| 2016 | "Work" (with Drake) | Video Of The Year                 | Indicado  |
| 2016 | "Work" (with Drake) | Favorite Song - Soul/R&B          | Venceu    |
| 2016 | ANTI                | Favorite Album - Soul/R&B         | Venceu    |
| 2017 | Rihanna             | Favorite Female Artist - Soul/R&B | Indicado  |
| 2017 | Rihanna             | Favorite Female Artist - Pop/Rock | Indicado  |
| 2018 | Rihanna             | Favorite Female Artist - Soul/R&B | Venceu    |

## ARIA Music Awards
O australiano Recording Industry Association Music Awards (vulgarmente conhecido como ARIA Music Awards ou ARIA Awards) é uma série anual de noites de premiação celebrando a indústria musical australiana, realizada pela Associação Australiana de Indústria de Gravação (ARIA). O evento foi realizado anualmente desde 1987. Rihanna recebeu uma nomeação.
| Ano  | Nomeação | Categoria                          | Resultado |
| ---- | -------- | ---------------------------------- | --------- |
| 2011 | Rihanna  | Artista Internacional Mais Popular | Indicado  |

## Barbados Music Awards
A Timeless Barbados Entertainment Agency registou os Barbados Music Awards com direitos de autor com base nas leis de Barbados, criando uma cerimónia de entrega de prémios anual para cantores, compositores e a modelos. Rihanna já ganhou trinta e cinco prémios das quarenta e cinco nomeações totais a que concorreu.
| Ano  | Nomeação                            | Categoria                                       | Resultado |
| ---- | ----------------------------------- | ----------------------------------------------- | --------- |
| 2006 | Music of the Sun                    | Best Reggae/Dancehall Album                     | Venceu    |
| 2006 | Music of the Sun                    | Album of the Year                               | Venceu    |
| 2006 | "Pon de Replay"                     | Best Dance Single                               | Venceu    |
| 2006 | "Pon de Replay"                     | Song of the Year                                | Venceu    |
| 2006 | Rihanna                             | Best New Artist                                 | Venceu    |
| 2006 | Rihanna                             | Entertainer of the Year                         | Venceu    |
| 2006 | Rihanna                             | Female Artist of the Year                       | Venceu    |
| 2006 | Rihanna                             | Best-Selling Female Artist of the Year          | Venceu    |
| 2007 | A Girl like Me                      | Album of the Year                               | Venceu    |
| 2007 | "SOS"                               | Best Music Video                                | Indicação |
| 2007 | "SOS"                               | Best Dance Single                               | Indicação |
| 2007 | "Unfaithful"                        | Best Music Video                                | Indicação |
| 2007 | "Unfaithful"                        | Song of the Year                                | Indicação |
| 2007 | Rihanna                             | Best Entertainer of the Year                    | Venceu    |
| 2007 | Rihanna                             | Best Female Entertainer of the Year             | Venceu    |
| 2007 | Rihanna                             | Best Selling Recording Artiste (Worldwide)      | Venceu    |
| 2007 | Rihanna                             | Digicel People's Choice Award                   | Indicação |
| 2008 | "Umbrella"                          | Song of the Year                                | Venceu    |
| 2008 | "Shut Up And Drive"                 | Best Female Music Video                         | Venceu    |
| 2008 | "Don't Stop the Music"              | Best Pop/R&B single                             | Venceu    |
| 2008 | Rihanna                             | Pop/R&B Artist of the Year                      | Venceu    |
| 2008 | Rihanna                             | Female Entertainer of the Year                  | Venceu    |
| 2008 | Rihanna                             | People's choice Entertainer of the Year         | Venceu    |
| 2009 | Rihanna                             | Pop / Rock / Alternative Artist                 | Venceu    |
| 2009 | "Disturbia" e "Take A Bow"          | Video of the Year                               | Venceu    |
| 2009 | Rihanna                             | Female Entertainer Of The Year                  | Venceu    |
| 2009 | "Live Your Life"                    | Best Collaboration                              | Indicação |
| 2009 | "Disturbia"                         | Song of the Year                                | Indicação |
| 2010 | Rihanna                             | Pop/Rock/Alternative Artist of the Year         | Indicação |
| 2010 | Rihanna                             | Female Entertainer Of The Year                  | Indicação |
| 2010 | Rihanna                             | Female Entertainer Of The Decade                | Venceu    |
| 2010 | "Umbrella"                          | Song of the Decade                              | Venceu    |
| 2011 | Rihanna                             | Female Entertainer of the Year                  | Venceu    |
| 2011 | Rihanna                             | Pop/Rock/Alternative/Dance (Artist/Group)       | Venceu    |
| 2011 | Rated R                             | Album of the Year                               | Venceu    |
| 2011 | "Rude Boy"                          | Music Video of the Year                         | Venceu    |
| 2011 | "Rude Boy"                          | Song of the Year                                | Venceu    |
| 2011 | "Rude Boy"                          | Best Reggae/Dancehall Single                    | Venceu    |
| 2011 | "Hard" (com Young Jeezy)            | Best Soul/R&B/Hip hop Single                    | Indicação |
| 2011 | "Love the Way You Lie" (com Eminem) | Best Collaboration                              | Venceu    |
| 2013 | Talk That Talk                      | Album of the Year                               | Venceu    |
| 2013 | "We Found Love" (com Calvin Harris) | Best Music Video                                | Venceu    |
| 2013 | "We Found Love" (com Calvin Harris) | Song of the Year                                | Venceu    |
| 2013 | Rihanna                             | Pop/Rock/Alternative/Country Artist of the Year | Venceu    |
| 2013 | Rihanna                             | Female Entertainer of the Year                  | Venceu    |

## BET Awards
Os "BET Awards" foi emitido pela primeira vez em 2001 pelo canal de televisão Black Entertainment Television para celebrar a música, cinema, desporto, e outros tipos de entretenimento negros e são emitidos anualmente. Rihanna recebeu  nomeações.
| Ano  | Nomeação                                     | Categoria                       | Resultado |
| ---- | -------------------------------------------- | ------------------------------- | --------- |
| 2006 | Rihanna                                      | Best New Artist                 | Indicado  |
| 2008 | Rihanna                                      | Best Female R&B Artist          | Indicado  |
| 2009 | "Live Your Life"                             | Best Collaboration (com T.I.)   | Indicado  |
| 2009 | "Live Your Life"                             | Video of the Year               | Indicado  |
| 2009 | "Live Your Life"                             | Viewer's Choice                 | Venceu    |
| 2009 | Rihanna                                      | Beautiful Hair                  | Venceu    |
| 2010 | "Hard" (com Jeezy)                           | Viewer's Choice                 | Venceu    |
| 2010 | Rihanna                                      | Best Female R&B Artist          | Indicado  |
| 2010 | "Run This Town" (com Jay-Z e Kanye West)     | Video of the Year               | Indicado  |
| 2011 | Rihanna                                      | Best Female R&B Artist          | Venceu    |
| 2011 | "All of the Lights" (com Kanye West)         | Best Collaboration              | Indicado  |
| 2011 | "What's My Name?" (com Drake)                |                                 | Indicado  |
| 2011 | Viewer's Choice                              |                                 | Indicado  |
| 2012 | Rihanna                                      | Best Female R&B Artist          | Indicado  |
| 2013 | Rihanna                                      | Best Female R&B Artist          | Venceu    |
| 2014 | Rihanna                                      | Best Female R&B Artist          | Indicado  |
| 2014 | Rihanna                                      | FANdemonium Award               | Indicado  |
| 2015 | Rihanna                                      | Best Female R&B Artist          | Indicado  |
| 2016 | "Work" (com Drake)                           | Best Collaboration              | Venceu    |
| 2016 | "Work" (com Drake)                           | Video of the Year               | Indicado  |
| 2016 | "Work" (com Drake)                           | Coca-Cola Viewers' Choice Award | Indicado  |
| 2016 | Bitch Better Have My Money                   | Centric Award                   | Indicado  |
| 2016 | Rihanna                                      | Best Female R&B Artist          | Indicado  |
| 2016 | Rihanna                                      | FANdemonium Award               | Indicado  |
| 2017 | Rihanna                                      | Best Female R&B Artist          | Indicado  |
| 2018 | Rihanna                                      | Best Female R&B Artist          | Indicado  |
| 2018 | Wild Thoughts (com DJ Khaled e Bryson Tyler) | Video Of The Year               | Indicado  |
| 2018 | Wild Thoughts (com DJ Khaled e Bryson Tyler) | Best Collaboration              | Venceu    |
| 2018 | Wild Thoughts (com DJ Khaled e Bryson Tyler) | Coca-Cola Viewers' Choice Award | Indicado  |

### BET Hip-Hop Awards
| Ano  | Nomeação                                 | Categoria                  | Resultado |
| ---- | ---------------------------------------- | -------------------------- | --------- |
| 2009 | Live Your Life (com T.I.)                | Track of the Year          | Indicação |
| 2009 | Live Your Life (com T.I.)                | Best Hip-Hop Collaboration | Venceu    |
| 2009 | Live Your Life (com T.I.)                | Best Hip-Hop Video         | Venceu    |
| 2010 | "Run This Town" (com Jay-Z e Kanye West) | Best Hip-Hop Video         | Indicação |

## Billboard Music Awards
Os Billboard Music Awards são patrocinados pela revista Billboard e são atribuídos com base nas vendas. Rihanna venceu sete categorias, de vinte e duas nomeações arrecadadas até à data, dezassete das quais atribuídas somente em 2011.
| Ano  | Nomeação                            | Categoria                          | Resultado |
| ---- | ----------------------------------- | ---------------------------------- | --------- |
| 2006 | Rihanna                             | Female Artist of the Year          | Venceu    |
| 2006 | Rihanna                             | Pop 100 Artist of the Year         | Venceu    |
| 2006 | Rihanna                             | Female Hot 100 Artist of the Year  | Venceu    |
| 2006 | "SOS"                               | Hot Dance Airplay Song of the Year | Indicação |
| 2008 | Rihanna                             | Female Artist of the Year          | Venceu    |
| 2011 | Rihanna                             | Top Artist                         | Indicação |
| 2011 | Rihanna                             | Top Hot 100 Artist                 | Indicação |
| 2011 | Rihanna                             | Top Digital Songs Artist           | Indicação |
| 2011 | Rihanna                             | Top Social Artist                  | Indicação |
| 2011 | Rihanna                             | Top Streaming Artist               | Indicação |
| 2011 | Rihanna                             | Top Digital Media Artist           | Indicação |
| 2011 | Rihanna                             | Top R&B Artist                     | Indicação |
| 2011 | Rihanna                             | Top Dance Artist                   | Indicação |
| 2011 | Rihanna                             | Top Female Artist                  | Venceu    |
| 2011 | Rihanna                             | Top Radio Songs Artist             | Venceu    |
| 2011 | "Love the Way You Lie" (com Eminem) | Top Rap Song                       | Venceu    |
| 2011 | "Love the Way You Lie" (com Eminem) | Top Digital Song                   | Indicação |
| 2011 | "Love the Way You Lie" (com Eminem) | Top Radio Song                     | Indicação |
| 2011 | "Love the Way You Lie" (com Eminem) | Top Streaming Sound (Audio)        | Indicação |
| 2011 | "Love the Way You Lie" (com Eminem) | Top Streaming Sound (Video)        | Indicação |
| 2011 | "What's My Name?" (com Drake)       | Top R&B Song                       | Indicação |
| 2011 | Loud                                | Top R&B Album                      | Indicação |
| 2012 | Rihanna                             | Top Artist                         | Indicação |
| 2012 | Rihanna                             | Top Female Artist                  | Indicação |
| 2012 | Rihanna                             | Top R&B Artist                     | Indicação |
| 2012 | Rihanna                             | Top Pop Artist                     | Indicação |
| 2012 | Rihanna                             | Top Hot 100 Artist                 | Indicação |
| 2012 | Rihanna                             | Top Dance Artist                   | Indicação |
| 2012 | Rihanna                             | Top Social Artist                  | Indicação |
| 2012 | Rihanna                             | Top Digital Songs Artist           | Indicação |
| 2012 | Rihanna                             | Top Radio Songs Artist             | Indicação |
| 2012 | Rihanna                             | Top Digital Media Artist           | Indicação |
| 2012 | Rihanna                             | Top Streaming Artist               | Venceu    |
| 2012 | Talk That Talk                      | Top R&B Album                      | Indicação |
| 2012 | "We Found Love"                     | Top Radio Song                     | Indicação |
| 2013 | Rihanna                             | Top Artist                         | Indicação |
| 2013 | Rihanna                             | Top Female Artist                  | Indicação |
| 2013 | Rihanna                             | Top Hot 100 Artist                 | Indicação |
| 2013 | Rihanna                             | Top Social Artist                  | Indicação |
| 2013 | Rihanna                             | Top Streaming Artist               | Indicação |
| 2013 | Rihanna                             | Top R&B Artist                     | Indicação |
| 2013 | Rihanna                             | Top Radio Songs Artist             | Indicação |
| 2013 | Unapologetic                        | Top R&B Album                      | Indicação |
| 2013 | "Diamonds"                          | Top R&B Song                       | Indicação |
| 2013 | "Where Have You Been"               | Top Dance Song                     | Indicação |

2016
|Artisf Archiviement Award- WINNER

## BRIT Awards
Os BRIT Awards são a cerimónia de entrega de prémios pela British Phonographic Industry. Rihanna recebeu seis indicações, vencendo duas delas.
| Ano  | Nomeação                          | Categoria                        | Resultado |
| ---- | --------------------------------- | -------------------------------- | --------- |
| 2008 | Rihanna                           | Best Female International Artist | Indicação |
| 2010 | Rihanna                           | Best Female International Artist | Indicação |
| 2011 | Rihanna                           | Best Female International Artist | Venceu    |
| 2012 | Rihanna                           | Best Female International Artist | Venceu    |
| 2013 | "Princess of China" com Coldplay) | British Single                   | Indicação |
| 2013 | Rihanna                           | Best Female International Artist | Indicação |

## Grammy Awards
Os Grammy Awards, considerada a mais importante entrega de prémios da indústria musical internacional, presenteada anualmente pela National Academy of Recording Arts and Sciences. Rihanna venceu nove categorias de dezoito indicações totais.
| Ano  | Nomeação                                        | Categoria                              | Resultado |
| ---- | ----------------------------------------------- | -------------------------------------- | --------- |
| 2008 | "Umbrella"                                      | Song of the Year                       | Indicação |
| 2008 | "Umbrella"                                      | Record of the Year                     | Indicação |
| 2008 | "Umbrella"                                      | Best Rap/Sung Collaboration            | Venceu    |
| 2008 | "Don't Stop the Music"                          | Best Dance Recording                   | Indicação |
| 2008 | "Hate That I Love You"                          | Best R&B Performance by a Duo or Group | Indicação |
| 2008 | "Hate That I Love You"                          | Best R&B Song                          | Indicação |
| 2009 | "If I Never See Your Face Again"                | Best Pop Collaboration With Vocals     | Indicação |
| 2009 | "Disturbia"                                     | Best Dance Recording                   | Indicação |
| 2009 | Good Girl Gone Bad Live                         | Best Long Form Music Video             | Indicação |
| 2010 | "Run This Town" (com Jay-Z e Kanye West)        | Best Rap Song                          | Venceu    |
| 2010 | "Run This Town" (com Jay-Z e Kanye West)        | Best Rap/Sung Collaboration            | Venceu    |
| 2011 | "Love The Way You Lie" (com Eminem)             | Record of the Year                     | Indicação |
| 2011 | "Love The Way You Lie" (com Eminem)             | Song of the Year                       | Indicação |
| 2011 | "Only Girl (In the World)"                      | Best Dance Recording                   | Venceu    |
| 2012 | Loud                                            | Album of The Year                      | Indicação |
| 2012 | Loud                                            | Best Pop Vocal Album                   | Indicação |
| 2012 | "What's My Name?" (com Drake)                   | Best Rap/Sung Colaboration             | Indicação |
| 2012 | "All of the Lights" (com Kanye West e Kid Cudi) | Best Rap/Sung Colaboration             | Venceu    |
| 2013 | "Talk That Talk" (com Jay-Z)                    | Best Rap/Sung Colaboration             | Indicação |
| 2013 | "Where Have You Been"                           | Best Pop Solo Performance              | Indicação |
| 2013 | "We Found Love" (com Calvin Harris)             | Best Short Form Music Video            | Venceu    |
| 2014 | Unapologetic                                    | Best Urban Contemporary Album          | Venceu    |
| 2014 | "Stay" (com Mikky Ekko)                         | Best Pop Duo/Group Performance         | Indicação |
| 2015 | "The Monster" (com Eminem)                      | Best Rap/Sung Colaboration             | Venceu    |
| 2017 | "Work"                                          | Recording of the Year                  | Indicação |
| 2017 | "Work"                                          | Best Duo / Pop Group Performance       | Indicação |
| 2017 | "Famous" (com Kanye West)                       | Best Rap Song                          | Indicação |
| 2017 | "Famous" (com Kanye West)                       | Best Rap/Sung Performance              | Indicação |
| 2017 | "Anti"                                          | Best Contemporary Urban Album          | Indicação |
| 2017 | "Anti (Deluxe Edition)"                         | Best Recording Package                 | Indicação |
| 2017 | "Needed Me"                                     | Best R&B Performance                   | Indicação |
| 2017 | "Kiss It Better"                                | Best R&R Song                          | Indicação |
| 2018 | "Loyalty" (com Kendrick Lamar)                  | Best Rap/Sung Colaboration             | Venceu    |

| Ano  | Nomeação                     | Categoria                 | Resultado |
| ---- | ---------------------------- | ------------------------- | --------- |
| 2014 | Rihanna                      | Artist Of The Year        | Venceu    |
| 2014 | "Stay" (com Mikky Ekko)      | Song Of The Year          | Venceu    |
| 2014 | "Pour It Up"                 | Best Hip-Hop/R&B song     | Venceu    |
| 2014 | Rihanna Navy                 | Best Fan Army             | Venceu    |
| 2014 | "The Monster" (com Eminem)   | Best Colaboration         | Indicação |
| 2014 | "The Monster" (com Eminem)   | Song Of The Year          | Indicação |
| 2014 | "Stay" (com Mikky Ekko)      | Best Colaboration         | Indicação |
| 2016 | "Bitch Better Have My Money" | R&B Song of the Year      | Indicado  |
| 2017 | Rihanna                      | Female Artist of the Year | Indicado  |
| 2017 | Rihanna                      | R&B Artist of the Year    | Indicado  |
| 2017 | Rihanna                      | Best Fan Army             | Indicado  |
| 2017 | Anti                         | R&B Album of the Year     | Venceu    |
| 2017 | "Too Good"                   | Best Lyrics               | Indicado  |
| 2017 | "Needed Me"                  | R&B Song of the Year      | Indicado  |
| 2017 | "Work"                       | R&B Song of the Year      | Venceu    |
| 2017 | "Work"                       | Best Collaboration        | Venceu    |
| 2017 | "Work"                       | Best Music Video          | Indicado  |
| 2017 | "This Is What You Came For"  | Best Music Video          | Indicado  |
| 2017 | "This Is What You Came For"  | Collaboration of the Year | Indicado  |

## Juno Awards
Os Juno Awards são apresentados anualmente para os músicos canadenses e não só, que são avaliados em todos os aspectos musicais. Os vencedores são escolhidos pela Canadian Academy of Recording Arts and Sciences, ou depende das características de cada músico. Os nomeados para algumas categorias, são avaliados pelas vendas dos álbuns e singles durante um período de qualidade, e nas restantes categorias, são escolhidos através do painel de direcção da academia. Rihanna venceu a única nomeação atribuída.
| Ano  | Nomeação           | Categoria                         | Resultado |
| ---- | ------------------ | --------------------------------- | --------- |
| 2008 | Good Girl Gone Bad | Album of the Year (International) | Venceu    |
| 2012 | Loud               | International Album of the Year   | Indicação |

## MOBO Awards
MOBO Awards é uma cerimónia de entrega de prémios existente há catorze anos, para músicos especialmente de raça negra.
| Ano  | Nomeação | Categoria              | Resultado |
| ---- | -------- | ---------------------- | --------- |
| 2006 | Rihanna  | Best R&B Artist        | Venceu    |
| 2007 | Rihanna  | Best International Act | Venceu    |
| 2011 | Rihanna  | Best International Act | Venceu    |
| 2012 | Rihanna  | Best International Act | Indicação |

## MTV
Os MTV Music Awards são entregues anualmente pela MTV. Rihanna recebeu diversas indicações, vencendo muitas delas, em diversos países.

### MTV Africa Music Awards
| Ano  | Nomeação | Categoria | Resultado |
| ---- | -------- | --------- | --------- |
| 2008 | Rihanna  | Best R&B  | Indicação |

### MTV Australia Music Awards
| Ano  | Nomeação         | Categoria          | Resultado |
| ---- | ---------------- | ------------------ | --------- |
| 2008 | "Live Your Life" | Best Collaboration | Venceu    |

### MTV Europe Music Awards
| Ano  | Nomeação                            | Categoria       | Resultado |
| ---- | ----------------------------------- | --------------- | --------- |
| 2006 | Rihanna                             | Best R&B Artist | Venceu    |
| 2006 | "SOS"                               | Best Song       | Indicação |
| 2007 | Rihanna                             | Ultimate Urban  | Venceu    |
| 2007 | Rihanna                             | Solo            | Indicação |
| 2007 | "Umbrella"                          | Most Addictive  | Indicação |
| 2008 | Rihanna                             | Act of 2008     | Indicação |
| 2010 | Rihanna                             | Best Pop        | Indicação |
| 2010 | Rihanna                             | Best Female     | Indicação |
| 2010 | "Rude Boy"                          | Best Song       | Indicação |
| 2010 | "Love the Way You Lie" (com Eminem) | Best Song       | Indicação |
| 2010 | Best Video                          |                 | Indicação |
| 2011 | Rihanna                             | Best Pop        | Indicação |
| 2012 | Rihanna                             | Best Pop        | Venceu    |
| 2012 | Rihanna                             | Best Female     | Venceu    |
| 2012 | Rihanna                             | Best Look       | Venceu    |
| 2012 | Rihanna                             | Biggest Fans    | Venceu    |
| 2012 | "We Found Love"                     | Best Song       | Venceu    |
| 2012 | "We Found Love"                     | Best Video      | Venceu    |
| 2015 | Rihanna                             | Best Female     | Venceu    |

### MTV Japan Video Music Awards
| Ano  | Nomeação                            | Categoria                  | Resultado |
| ---- | ----------------------------------- | -------------------------- | --------- |
| 2006 | "Pon de Replay"                     | Best New Artist in a Video | Venceu    |
| 2008 | "Umbrella"                          | Best Video of the Year     | Indicação |
| 2009 | "Live Your Life" (com T.I.)         | Vídeo de hip-hop           | Indicação |
| 2009 | "Live Your Life" (com T.I.)         | Colaboração em Vídeo       | Indicação |
| 2010 | "Russian Roulette"                  | Best Female Video          | Indicação |
| 2011 | "Only Girl (In the World)"          | Best Female Video          | Indicação |
| 2011 | "Only Girl (In the World)"          | Best R&B Video             | Venceu    |
| 2011 | "Love the Way you Lie" (com Eminem) | Best Colaboration          | Venceu    |
| 2012 | "We Found Love"                     | Best Female Video          | Indicação |
| 2012 | "We Found Love"                     | Best Pop Video             | Indicação |

### Los Premios MTV Latinoamérica
| Ano  | Nomeação               | Categoria                         | Resultado |
| ---- | ---------------------- | --------------------------------- | --------- |
| 2006 | Rihanna                | Mejor Artista Nuevo Internacional | Indicação |
| 2007 | Rihanna                | Best Pop Artist (International)   | Indicação |
| 2007 | "Umbrella" (com Jay-Z) | Song of the Year                  | Indicação |
| 2008 | Rihanna                | Fashionista Award - Female        | Venceu    |

### MTV Video Music Awards
| Ano  | Nomeação                                        | Categoria                                 | Resultado |
| ---- | ----------------------------------------------- | ----------------------------------------- | --------- |
| 2007 | "Umbrella" (com Jay-Z)                          | Monster Single of the Year                | Venceu    |
| 2007 | "Umbrella" (com Jay-Z)                          | Video of the Year                         | Venceu    |
| 2007 | "Umbrella" (com Jay-Z)                          | Best Director (Director: Chris Applebaum) | Indicação |
| 2007 | Rihanna                                         | Female Artist of the Year                 | Indicação |
| 2008 | "Take a Bow"                                    | Best Female Video                         | Indicação |
| 2010 | "Rude Boy"                                      | Best Editing                              | Indicação |
| 2011 | "All of the Lights" (com Kanye West e Kid Cudi) | Best Hip-Hop Video                        | Indicação |
| 2011 | "All of the Lights" (com Kanye West e Kid Cudi) | Best Collaboration                        | Indicação |
| 2011 | "All of the Lights" (com Kanye West e Kid Cudi) | Best Editing                              | Indicação |
| 2011 | "All of the Lights" (com Kanye West e Kid Cudi) | Best Male Video                           | Indicação |
| 2011 | "Love the Way You Lie" (com Eminem)             |                                           | Indicação |
| 2011 | Best Video with a Message                       |                                           | Indicação |
| 2011 | Best Cinematography                             |                                           | Indicação |
| 2011 | Best Direction                                  |                                           | Indicação |
| 2012 | "We Found Love" (com Calvin Harris)             | Video of the Year                         | Venceu    |
| 2012 | "We Found Love" (com Calvin Harris)             | Best Female Video                         | Indicação |
| 2012 | "We Found Love" (com Calvin Harris)             | Best Pop                                  | Indicação |
| 2012 | "Where Have You Been"                           | Best Visual Effects                       | Indicação |
| 2012 | "Where Have You Been"                           | Best Choreography                         | Indicação |

## NRJ Music Awards
Os NRJ Music Awards foram criados em 2000 pela rádio NRJ em parceria com o canal de televisão TF1. A cerimónia acontece anualmente em meados de Janeiro em Cannes. Rihanna venceu cinco categorias de seis totais.
| Ano  | Nomeação                            | Categoria                                  | Resultado |
| ---- | ----------------------------------- | ------------------------------------------ | --------- |
| 2007 | "Unfaithful"                        | Chanson Internationale de L'Année          | Venceu    |
| 2007 | Rihanna                             | Révélation Internationale de L'Année       | Indicação |
| 2008 | "Don't Stop the Music"              | Chanson Internationale de L'Année          | Venceu    |
| 2008 | Rihanna                             | Artiste Féminine Internationale de L'Année | Indicação |
| 2009 | "Disturbia"                         | Chanson Internationale de L'Année          | Venceu    |
| 2009 | Rihanna                             | Artiste Féminine Internationale de L'Année | Indicação |
| 2010 | Rihanna                             | Artiste Féminine Internationale de L'Année | Venceu    |
| 2011 | Rihanna                             | Artiste Féminine Internationale de L'Année | Indicação |
| 2011 | "Love the Way You Lie" (com Eminem) | Chanson Internationale de L'Année          | Indicação |
| 2011 | "Love the Way You Lie" (com Eminem) | Clip de L'Année                            | Indicação |
| 2012 | "We Found Love" (com Calvin Harris) | Chanson Internationale de L'Année          | Indicação |
| 2012 | Rihanna                             | Artiste Féminine Internationale de L'Année | Venceu    |
| 2013 | "Diamonds"                          | Chanson Internationale de L'Année          | Indicação |
| 2013 | "Where Have You Been"               | Clip de L'Année                            | Indicação |
| 2013 | Rihanna                             | Artiste Féminine Internationale de L'Année | Venceu    |

## People's Choice Awards
Os People's Choice Awards são uma entrega de prémios anual, premiando os artistas musicais, cinematográficos e outros, a partir dos votos na Internet pelo público.
| Ano  | Nomeação                                 | Categoria                    | Resultado |
| ---- | ---------------------------------------- | ---------------------------- | --------- |
| 2008 | "Shut Up And Drive"                      | Favorite R&B Song            | Venceu    |
| 2009 | "Take a Bow"                             | Favorite R&B Song            | Indicação |
| 2010 | "Live Your Life" (com T.I.)              | Favorite Music Collaboration | Indicação |
| 2010 | "Run This Town" (com Jay-Z e Kanye West) | Favorite Music Collaboration | Venceu    |
| 2011 | "Love the Way You Lie" (com Eminem)      | Favorite Song                | Venceu    |
| 2011 | "Love the Way You Lie" (com Eminem)      | Favorite Music Video         | Venceu    |
| 2011 | Rihanna                                  | Favorite Pop Artist          | Venceu    |
| 2012 | Rihanna                                  | Favorite                     | Indicação |
| 2012 | Rihanna                                  | Favorite R&B Artist          | Venceu    |
| 2013 | Rihanna                                  | Favorite R&B Artist          | Venceu    |

## Teen Choice Awards
Os Teen Choice Awards são uma cerimónia anual feita pela FOX, desde 1999. O programa homenageia as maiores realizações do ano nas áreas da música, cinema, desporto e televisão, numa versão adolescente.
| Ano  | Nomeação                            | Categoria                    | Resultado |
| ---- | ----------------------------------- | ---------------------------- | --------- |
| 2006 | Rihanna                             | Female Breakout Artist       | Venceu    |
| 2006 | Rihanna                             | Choice R&B Artist            | Venceu    |
| 2007 | Rihanna                             |                              | Venceu    |
| 2007 | Rihanna                             | Choice Female Hottie         | Indicação |
| 2007 | Rihanna                             | Choice Music: Female Artist  | Indicação |
| 2007 | Rihanna                             | Choice Summer Artist         | Indicação |
| 2007 | "Umbrella" (com Jay-Z)              | Choice Music: Single         | Indicação |
| 2007 | "Shut Up and Drive"                 | Choice Summer Song           | Venceu    |
| 2010 | "Rude Boy"                          | R&B Track                    | Indicação |
| 2010 | Rated R                             | R&B Album                    | Indicação |
| 2010 | "Love the Way You Lie" (com Eminem) | Rap/Hip Hop Track            | Venceu    |
| 2011 | Rihanna                             | Choice Music: Female Artist  | Indicação |
| 2012 | Battleship                          | Movies: Breakout             | Venceu    |
| 2012 | "Take Care" (com Drake)             | Music: Single By Male Artist | Indicação |
| 2012 | "Take Care" (com Drake)             | Music: R&B/Hip-Hop Song      | Indicação |
| 2012 | Rihanna                             | Music: Female Artist         | Indicação |

## World Music Awards
Os World Music Awards, fundados em 1989 são uma cerimónia anual, que reconhece artistas da indústria musical, baseados na sua popularidade, vendas mundiais, desde que tais vendas sejam reconhecidas pelas editoras e pela Federação Internacional da Indústria Fonográfica (IFPI). Rihanna venceu as duas categorias em que esteve nomeada.
| Ano  | Nomeação | Categoria                              | Resultado |
| ---- | -------- | -------------------------------------- | --------- |
| 2007 | Rihanna  | Female Entertainer of the Year         | Venceu    |
| 2007 | Rihanna  | World's Best-Selling Pop Female Artist | Venceu    |

## Prémios e homenagens diversas
Entre as cerimónias listas acima, existem outras premiações por outras partes do mundo, para artistas musicais, cinematográficos e desportistas.
| Ano  | Cerimónia                                 | Categoria                           | Nomeação                         |
| ---- | ----------------------------------------- | ----------------------------------- | -------------------------------- |
| 2006 | 20th Japan Gold Disc Award                | New Artist of the Year              | Rihanna                          |
| 2006 | MuchMusic Video Awards                    | Best International Artist Video     | "SOS"                            |
| 2007 | Annual VH1 Soul VIBE Awards Special       | VH1 Soul Video of the Year          | "Umbrella"                       |
| 2007 | Planeta Awards                            | Pop/Hip Hop Artist/Band of the Year | Rihanna                          |
| 2007 | Planeta Awards                            | Pop/Hip Hop Song of the Year        | "Umbrella"                       |
| 2007 | Los Premios Principales 2007              | Song of the Year                    | "Umbrella"                       |
| 2008 | Image Awards                              | Best Music Video                    | "Umbrella"                       |
| 2008 | MuchMusic Video Awards                    | Best International Artist Video     | "Don't Stop the Music"           |
| 2008 | MuchMusic Video Awards                    | Most Watched Video                  | "Umbrella"                       |
| 2008 | International Dance Music Awards          | Best R&B/Urban Dance Track          | Don't Stop the Music             |
| 2008 | Swiss Music Awards                        | Best Song International             | "Umbrella" (com Jay-Z)           |
| 2008 | TMF Awards                                | Best Female international           | Rihanna                          |
| 2008 | MSN In Music Awards                       | Best Artist Pairing                 | "If I Never See Your Face Again" |
| 2008 | Virgin Media Music Awards                 | Best International Act              | Rihanna                          |
| 2009 | International Dance Music Awards          | Best R&B/Urban Dance Track          | "Disturbia"                      |
| 2009 | Urban Music Awards                        | Best Music Video                    | "Rehab"                          |
| 2009 | Urban Music Awards                        | Best Female Act                     | Rihanna                          |
| 2009 | BMI Urban Awards                          | Best Music Video                    | "Live Your Life"                 |
| 2009 | BT Vision                                 | Best Music Video Of The Decade      | "Umbrella"                       |
| 2009 | Glamour Magazine Women of The Year Awards | Women of The Year                   | Rihanna                          |
| 2010 | Soul Train Awards                         | Best Hip-Hop Song                   | "Love the Way You Lie"           |
| 2011 | Soul Train Awards                         | Best Caribbean Performance          | "Man Down"                       |
| 2011 | International Dance Music Awards          | Best R&B/Urban Dance Track          | "Only Girl (In the World)"       |
| 2012 | International Dance Music Awards          | Best Commercial/Pop Dance Track     | "We Found Love"                  |
| 2012 | International Dance Music Awards          | Best R&B/Urban Dance Track          | "We Found Love"                  |
| 2013 | Framboesa de Ouro                         | Pior Actriz Secundária              | Rihanna (Battleship)             |
| 2013 | Billboard Latin Music Awards              | Crossover Artist of the Year        | Rihanna                          |